# LeChuck
 (mars 2015).
Si vous disposez d'ouvrages ou d'articles de référence ou si vous connaissez des sites web de qualité traitant du thème abordé ici, merci de compléter l'article en donnant les références utiles à sa vérifiabilité et en les liant à la section « Notes et références ».
 (août 2025).
Motif : contenu succinct, absence de sources secondaires centrées ; aurait peut-être plus sa place dans Personnages de Monkey Island
- Archive Wikiwix
- Bing
- Cairn
- DuckDuckGo
- E. Universalis
- Gallica
- Google
- G. Books
- G. News
- G. Scholar
- Persée
- Qwant
- (zh) Baidu
- (ru) Yandex
- (wd) trouver des œuvres sur Wikidata

| 1. | Préciser le motif de la pose du bandeau. | Précisez le motif de la pose du bandeau en utilisant la syntaxe suivante : {{admissibilité à vérifier\|date=août 2025\|motif=remplacez ce texte par le motif}}               |
| 2. | Informer les utilisateurs concernés.     | Pensez à avertir le créateur de l'article, par exemple, en insérant le code ci-dessous sur sa page de discussion : {{subst:avertissement admissibilité à vérifier\|LeChuck}} |

LeChuck est un personnage de fiction qui est l'antagoniste principal dans la série de jeux d'aventure Monkey Island. Le héros Guybrush Threepwood aura à l'affronter dans chacun des quatre épisodes.

## Apparence
LeChuck a l'apparence typique d'un capitaine pirate, avec une grande barbe, un tricorne, un costume d'époque et une silhouette corpulente. Tout ceci malgré un petit détail : il est mort.
Sa forme de revenant n'aura de cesse d'évoluer au cours des jeux, devenant tout à tour un fantôme, un zombie, un démon de feu et un géant de pierre. Dans le quatrième épisode, il peut prendre à volonté ses anciennes formes de revenants.
Il peut aussi, semble-t-il, prendre l'apparence d'un humain pour tromper Guybrush ou autres (le shérif Fester Shinetop dans The Secret of Monkey Island et Charles L. Charles dans Escape from Monkey Island).

## Biographie fictive
Tout comme pour Guybrush Threepwood, la biographie de LeChuck varie selon les thèses choisies. Son caractère par contre n'évoluera que très peu quel que soit l'angle sous lequel on se place. Toujours cruel, sans pitié, n'hésitant pas à sacrifier ses sbires et à tuer de sang-froid, à torturer quiconque pouvant lui apprendre une quelconque information.  
- Selon la thèse des 2 premiers jeux : LeChuck est en réalité Chuckie, le frère aîné de Guybrush envoyé par leurs parents pour retrouver ce dernier, égaré dans le parc d'attractions Big Whoop. Ne voulant pas rentrer, Guybrush inventa une histoire de pirate-fantôme, lui donnant un prétexte pour fuir ce frère…[réf. nécessaire]

- Si l'on considère l'ensemble des épisodes: LeChuck était un des plus grands pirates des Caraïbes. Un jour, alors qu'il séjournait au manoir du gouverneur de l'île de Mêlée il tomba éperdument amoureux d'Elaine Marley et voulu lui déclarer sa flamme. Elle lui suggéra alors « d'aller au diable », ce qu'il fit malgré lui; tandis qu'il recherchait et pillait les Caraïbes pour offrir à Elaine le plus beau trésor, son navire s'échoua sur l'île du sang. Là, il formenta un mariage avec Minnie Bonnesoupe afin de lui voler sa fortune et repartir sur les mers. Il trouva par le plus grand hasard l'île aux singes et le trésor de Big Whoop, qui n'est autre que l'entrée de l'enfer. Mais LeChuck était si terrible que l'enfer le recracha et depuis lors il arpente l'archipel des trois îles sous une forme spectrale avec tout un équipage de fantôme. Il revint sur Mêlée kidnapper Elaine mais fut détruit par Guybrush, à l'aide d'une potion vaudou (la bière de racine). Quelques mois après cette aventure, Guybrush permet malgré lui au corps décharné de LeChuck de revenir à la vie; devenu un zombie à moitié décomposé, il ne rêve que de vengeance. Utilisant la naïveté de Guybrush pour lui faire croire qu'il se trouvait dans un parc d'attractions, c'était l'occasion pour lui de repartir à la recherche d'Elaine, recluse sur l'île de Plunder. Guybrush parviendra encore une fois à vaincre LeChuck, mais ce dernier reviendra sous une forme étrange, spectre de feu brûlant. Il sera enseveli par le pirate sous une montagne de glace au carnaval de Big Whoop mais sa forme lui permettra de faire fondre sa prison. Il s'alliera par la suite à Ozzie Mandrill afin de comploter à nouveau pour conquérir les Caraïbes, mais sera encore une fois vaincu. Propulsé loin de Mêlée, il n'est pas exclu que LeChuck ne revienne un jour pour à nouveau se venger de tous ces pirates.[réf. nécessaire]

## Origine du nom
Le préfixe « Le » est inspiré du célèbre boucanier français Jean Lafitte.
Le nom Chuck (c'est un diminutif anglophone de Charles, que l'on retrouve aussi dans certains jeux LucasArts sous le nom de Chuck la plante) est tout simplement un nom que Ron Gilbert adorait voir figurer dans ses jeux.